# Дюнкерк (округ)
Дюнкерк (фр. Dunkerque) — округ (фр. Arrondissement) во Франции, один из округов в регионе О-де-Франс. Департамент округа — Нор. Супрефектура — Дюнкерк.
Население округа на 2019 год составляло  374 146 человек. Плотность населения составляет 259 чел./км². Площадь округа составляет 1442,7 км².

## Кантоны округа
Кантоны округа Дюнкерк (после 22 марта 2015 года):
- Азбрук
- Байёль
- Ворму
- Гранд-Сент
- Дюнкерк-1
- Дюнкерк-2
- Кудкерк-Бранш

Кантоны округа Дюнкерк (до 22 марта 2015 года):
- Азбрук-Нор
- Азбрук-Сюд
- Байёль-Нор-Эст
- Байёль-Сюд-Вест
- Берг
- Бурбур
- Ворму
- Гравлин
- Гранд-Сент
- Дюнкерк-Уэст
- Дюнкерк-Эст
- Кассель
- Кудкерк-Бранш
- Мервиль
- Ондскот
- Стенворд